# Юная мисс США 2013
Юная Мисс США 2013 (англ. Miss Teen USA 2013) — 31-й национальный конкурс красоты, проводился в Imperial Ballroom, Atlantis Paradise Island, Нассау, Багамские Острова. Победительницей стала Кессиди Вольф, представлявшая штат Калифорния. 50 штатов и Округ Колумбия приняли участие в конкурсе. Конкурс транслировался на сайте организаторов конкурса, на сайте UStream и на консолях Xbox 360 через Xbox Live.

## Результат

### Места
| Итоговый результат | Участница |
| ------------------ | --- |
| Юная Мисс США 2013 | - Калифорния — Кессиди Вольф |
| 1-я Вице Мисс      | - Южная Каролина — Тори Сайзмор |
| 2-я Вице Мисс      | - Западная Виргиния — Хейли Холлоуэй |
| 3-я Вице Мисс      | - Джорджия — Джулия Мартин |
| 4-я Вице Мисс      | - Миннесота — Мэгги МакГилл |
| Топ 16             | - Алабама — Лорин Холкомб - Арканзас — Эбби Флойд - Гавайи — Саманта Нейланд - Канзас — Алисса Клинзинг - Луизиана — Бейли Идальго - Мэриленд — Ханна Брюэр - Миссури — Бренда Смит-Лезама ‡ - Нью-Джерси — Кристина Томпсон - Нью-Йорк — Никки Орландо - Теннесси — Эмили Саттл - Висконсин — Кейт Редекер |

‡ Голосование в Топ 16 проходило через интернет и с посредством СМС.

### Специальные награды[1]
| Награда              | Участницы                    |
| -------------------- | ---------------------------- |
| Мисс Конгениальность | - Небраска — Жасмин Фуэлберт |
| Мисс Фотогеничность  | - Оклахома — Грэм Тернер     |

## События

### Голосование болельщиков
Болельщики могли проголосовать за участницу, которая вошла в полуфинал (Топ-16) с 15 июля по 9 августа. В голосовании болельщиков победила Бренда Смит-Лезама из штата Миссури.

### Предварительное соревнование (Ustream)
Предварительное соревнование было проведено 9 августа, за день до финала.

### Финал (Ustream и Xbox Live)
Во время финального шоу были объявлены 16 лучших, которые соревновались в купальниках и вечерних платьях. После конкурса вечерних платьев у девушек за кулисами взял интервью Карл Шмид, после чего шоу прервалось. Топ-5 были объявлены и заданы вопросы о себе. Затем судьи задали подготовленные для них вопросы. Каждой финалистке давалось 30 секунд для ответа на вопрос. Судьи бросили последний взгляд на 5 лучших финалисток, и Логан Вест в последний раз прошлась по сцене в качестве Мисс Teen USA, прежде чем короновать свою преемницу Кэссиди Вульф.

## Судьи
- Бутч Бирд[англ.]
- Лиза Карвальо
- Дениз Гарридо
- Чак Лабелла
- Фред Нельсон

## Участницы
| Штат                       | Имя                  | Родной город                           | Возраст | Рост | Место                  | Примечания |
| -------------------------- | -------------------- | -------------------------------------- | ------- | ---- | ---------------------- | --- |
| Алабама                    | Лорин Холкомб        | Александр-Сити                         | 18      | 168  | Топ 16                 | - Позже 3-я Вице мисс на «Мисс Алабама 2018» - Позже 1-я Вице мисс на «Мисс Джорджия 2019» |
| Аляска                     | Кимберли Агрон       | Анкоридж                               | 18      | 163  |                        | Позже «Мисс Аляска 2015» и награждена титулом «Мисс Конгениальность» на Мисс США 2015 |
| Аризона                    | Оливия Аргью         | Парадайс-Валли                         | 17      | 170  |                        | Сестра Молли Аргью, «Юная мисс Аризона 2011» |
| Арканзас                   | Эбби Флойд           | Серси                                  | 17      | 175  | Топ 16                 | Позже «Мисс Арканзас 2016» и вошла в Топ 10 на Мисс США 2016 |
| Калифорния                 | Кессиди Вольф        | Темекьюла                              | 19      | 170  | Юная мисс США 2013     | |
| Колорадо                   | Хлоя Браун           | Гранд-Джанкшен                         | 18      | 168  |                        | Позже «Мисс Колорадо 2018» |
| Коннектикут                | Кендалл Лири         | Уоллингфорд                            | 18      | 165  |                        | |
| Делавэр                    | Хейли Лоулер         | Ньюарк                                 | 18      | 173  |                        | Первоначально стала 1-й Вице мисс, но 26 февраля 2013 года получила титул после отставки победительницы Мелиссы Кинг, когда последняя, возможно, снялась в порнографическом видео |
| Вашингтон (округ Колумбия) | Деспина Адес         | Вашингтон                              | 19      | 170  |                        | |
| Флорида                    | Брианна Бейли        | Уэстон                                 | 18      | 180  |                        | |
| Джорджия                   | Джулия Мартин        | Мариетта                               | 18      | 175  | 3-я Вице мисс          | В прошлом «Miss Georgia's Outstanding Teen 2011», вошла в Топ 10 на «Miss America's Outstanding Teen 2012» |
| Гавайи                     | Саманта Нейланд      | Гонолулу                               | 17      | 173  | Топ 16                 | Позже «Мисс Гавайи 2020» и вошла в Топ 10 на Мисс США 2020 |
| Айдахо                     | Лорена Халити        | Меридиан                               | 17      | 170  |                        | Сестра Эрзы Халити, победительницы «Мисс Айдахо 2011» |
| Иллинойс                   | Грейсон Ходжкисс     | Даунерс-Гроув                          | 16      | 168  |                        | |
| Индиана                    | Дарриан Арк          | Честертон                              | 18      |      |                        | Позже «Мисс Индиана 2018» |
| Айова                      | Морган Кофоид        | Честертон                              | 18      | 170  |                        | Позже «Мисс Айова 2020» |
| Канзас                     | Алисса Клинзинг      | Олейте                                 | 15      | 173  | Топ 16                 | Позже «Мисс Канзас 2019» и вошла в Топ 10 на Мисс США 2019 |
| Кентукки                   | Грейси Сапп          | Лексингтон                             | 15      | 173  |                        | |
| Луизиана                   | Бейли Идальго        | Денхэм-Спрингс                         | 15      | 180  | Топ 16                 | |
| Мэн                        | Дилейни Сиви         | Портленд                               | 17      | 160  |                        | |
| Мэриленд                   | Ханна Брюэр          | Манчестер                              | 16      | 170  | Топ 16                 | - В прошлом участвовала в «Miss America's Outstanding Teen», она обладала титулами «Miss Mason Dixon's Outstanding Teen 2010», «Miss Appalachia's Teen Outstanding Teen 2011» и «Miss Queen State's Outstanding Teen 2012» - Позже «Miss Maryland 2016» и вошла в Топ 7 на Мисс Америка 2017 - Сестра Николь Брюэр, победительницы «Мисс Пенсильвания 2005» |
| Массачусетс                | Мадисон Милорди      | Линнфилд                               | 18      | 170  |                        | |
| Мичиган                    | Руби Кинг            | Лудингтон                              | 18      | 173  |                        | |
| Миннесота                  | Мэгги МакГилл        | Плимут                                 | 19      | 168  | 4-я Вице мисс          | |
| Миссисипи                  | Мэдисон Брок         | Кристал-Спрингс                        | 18      | 173  |                        | |
| Миссури                    | Бренда Смит-Лезама   | Колумбия                               | 19      | 170  | Топ 16                 | - Победительница «Онлайн-голосование зрителей», что позволило ей пройти (Top 16) в финал 10 августа 2013 года. - Позже 1-я Вице мисс «Мисс Джорджия 2017» - Позже «Mexicana Universal Ciudad de México 2019» и стала 2-й Вице мисс «Mexicana Universal 2020» - Позже «Señorita Panamá 2021»                                                                 |
| Монтана                    | Маурисса Ганн        | Лорел                                  | 17      | 168  |                        | Позже участница реалити-шоу «24 сезона Холостяк» |
| Небраска                   | Жасмин Фуэлберт      | Норфолк                                | 16      | 165  | «Мисс Конгениальность» | Позже «Мисс Небраска 2017» |
| Невада                     | Аманда Дженкинс      | Рино                                   | 19      | 165  |                        | - Позже 1-я Вице мисс «Мисс Невада 2016» - Позже 4-я Вице мисс «Мисс Невада 2017» |
| Нью-Гэмпшир                | Келси Кэмпбелл       | Оберн                                  | 18      | 178  |                        | |
| Нью-Джерси                 | Кристина Томпсон     | Холмдейл                               | 17      | 173  | Топ 16                 | - Дочь Хэлли Боннелл Томпсон, победительница «Мисс Огайо 1987» - Позже «Мисс Виргиния 2021» |
| Нью-Мексико                | Адди Смит            | Лас-Крусес                             | 17      | 165  |                        | |
| Нью-Йорк                   | Никки Орландо        | [[Смиттаун (СОМ, Нью-Йорк)\|Смиттаун]] | 16      | 170  | Топ 16                 | |
| Северная Каролина          | Келси Барберио       | Апекс                                  | 17      | 160  |                        | |
| Северная Дакота            | Эмили Махар          | Фарго                                  | 17      | 168  |                        | |
| Огайо                      | Бриттани Рид         | Спрингфилд                             | 18      | 168  |                        | |
| Оклахома                   | Грэм Тернер          | Эдмонд                                 | 17      | 163  | Мисс Фотогеничность    | |
| Орегон                     | Саммер Пилчер        | Милуоки                                | 17      | 170  |                        | Позже становилась дважды Топ 15 полуфиналисткой на «Мисс Орегон» |
| Пенсильвания               | Эбоун Джимерсон      | Норт-Уэльс                             | 18      | 170  |                        | |
| Род-Айленд                 | Элейн Колладо        | Провиденс                              | 17      | 175  |                        | |
| Южная Каролина             | Тори Сайзмор         | Андерсон                               | 17      | 178  | 1-я Вице мисс          | - Позже «Мисс Южная Каролина 2018» - Позже 4-я Вице мисс «Мисс Южная Каролина 2019» |
| Южная Дакота               | Алексис Рупп         | Су-Фолс                                | 18      | 183  |                        | - Позже 1-я Вице мисс на «Мисс Южная Дакота 2017» - Сестра Дилейни Рупп, победительница «Юная мисс Южная Дакота 2017» |
| Теннесси                   | Эмили Саттл          | Франклин                               | 17      | 170  | Топ 16                 | Позже «Мисс Теннесси 2022» |
| Техас                      | Даниэлла Родригес    | Ларедо                                 | 17      | 173  |                        | Позже «Мисс Техас 2016» |
| Юта                        | Хлоя Крамп           | Хайленд                                | 16      | 173  |                        | |
| Вермонт                    | София Хадека         | Фейр-Хейвен                            | 15      | 173  |                        | В прошлом «Miss Vermont's Outstanding Teen 2011» |
| Виргиния                   | Каэлинн Миллер-Кайес | Фредериксберг                          | 18      | 165  |                        | - Позже «Мисс Северная Каролина 2018» и 1-я Вице мисс Мисс США 2018 - Участница «23 сезона Холостяк» |
| Вашингтон                  | Имани Блэкмон        | Такома                                 | 18      | 170  |                        | Позже «Мисс Вашингтон 2020» |
| Западная Виргиния          | Хейли Холлоуэй       | Моргантаун                             | 18      | 175  | 2-я Вице мисс          | Позже «Мисс Западная Виргиния 2019» |
| Висконсин                  | Кейт Редекер         | Шебойган                               | 17      | 178  | Топ 16                 | Позже «Мисс Висконсин 2016» |
| Вайоминг                   | Аутюмн Олсон         | Саратога                               | 18      | 173  |                        | Позже «Мисс Вайоминг 2016» |

### Историческое примечание
- Вторая победа участницы из штата Калифорния

## Трансляция
Трансляция на XBox Live осуществлялась в следующих странах:
- Аргентина
- Австралия
- Бразилия
- Канада
- Чили
- Колумбия
- Франция
- Германия
- Гонконг
- Индия
- Италия
- Япония
- Мексика
- Сингапур
- Республика Корея
- Испания
- Китайская Республика
- Великобритания
- США